# Zuchtpolizeigericht
Das Zuchtpolizeigericht war eine Gerichtsart, die mit dem Code d’instruction criminelle vom 16. November 1808 in den linksrheinischen Gebieten  während der Zeit des Ersten Kaiserreichs (Napoleon Bonaparte) und von einigen Staaten des Rheinbundes eingeführt wurde. Das Zuchtpolizeigericht ahndete diejenigen strafbaren Handlungen, die vom Gesetz als sog. Vergehen (frz. délits) eingestuft wurden (je nach der Schwere der Übertretung, Vergehen, Verbrechen). Zuchtpolizeigerichte konnten höchstens eine Gefängnisstrafe von fünf Jahren aussprechen. Es bestand in Frankreich und anderen Ländern aus mehreren Richtern.

## Allgemeine Bestimmung des Code d’instruction criminelle
Der code d’instruction criminelle wurde am 16. November  1808 erlassen und galt für die französische Strafprozessordnung in Frankreich und auch in den dominierten Gebieten.
Nach dem code d’instruction criminelle wurden Übertretungen (frz. contraventions) vor den einfachen Polizeigerichten (frz. tribunaux de simple police), sogenannte Vergehen (frz. délits) vor den Zuchtpolizeigerichten (frz. police correctionnelle) und sogenannte Verbrechen (frz. crimes) vor den Schwurgerichten (frz. cour d’assises) verhandelt.
Das Vorbild dieser Regelung führt in der Folge in den deutschen Staaten zum Ende der Inquisitionsverfahren aus der Zeit des Heiligen Römischen Reichs.

## Umsetzung in Deutschland während der Zeit des Deutschen Bundes
Das Zuchtpolizeigericht und dessen Anwendung in Verfahren ist im Zusammenhang mit der Einführung des Geschworenengericht in Deutschland zu sehen. Der code d’instruction criminelle wies den Geschworenengerichten die Aburteilung von Verbrechen zu. Das französische Recht blieb in den linksrheinischen Gebieten nach Beseitigung der Napoleonischen Herrschaft erhalten und war damit eine bedeutsame Reform des deutschen Strafprozessrechts. So besaß die französische Rechtsprechung nach code d’instruction criminelle Geltung im preußischen Rheinland, in Rheinbayern und in Rheinhessen. Vor der Einführung des Kompetenzgesetzes waren die Gerichte nach der Art der Strafübertretung klar gegliedert.
Kontraventionen (später in Deutschland Übertretungen, ab 1974 meist Ordnungswidrigkeiten bzw. Verwaltungsstrafen in Österreich) wurden von den Friedens- oder Polizeigerichten, Vergehen von den Zuchtpolizeigerichten und Verbrechen von den Geschworenengerichten geahndet.

### Preußen
Mit Kabinettsorder vom November 1818 drohte die Beseitigung des code d’instruction criminelle in den linksrheinischen Gebieten, sobald die Revision des Allgemeinen Landrechts für die Preußischen Staaten abgeschlossen war. Im Jahre 1843 waren die Revisionsarbeiten am materiellen Strafrecht, dem Titel 20 des zweiten Teils des Allgemeinen Landrechts nahezu fertiggestellt, so dass der Entwurf eines neuen Strafrechts veröffentlicht werden konnte und somit den Landständen zu Beratung gegeben wurde. Insbesondere sah der neue Gesetzentwurf ein Koppelung mit dem „Kompetenzgesetz“ vor, welches die Funktionen der rheinischen Gerichte abänderte.
Der neue Gesetzentwurf sah vor Zuchtpolizeigerichte zur entscheidenden Instanz aufrücken zu lassen. Von diesem sollten nunmehr „alle Arten von Strafen“, so auch Zwangsarbeit und Zuchthaus als Urteil verhängt werden können, wenn es dabei nicht zur Überschreitung der Strafdauer von fünf Jahren käme.
Dem Geschworenengericht wären nach dem Entwurf von 1843 nur noch Prozesse mit Strafen über fünf Jahre zur Entscheidung vorgelegt worden. Die Bürger, die in der preußischen Enklave (also der „Rheinprovinz“) lebten, vertraten die Position des Fortbestands der französischen Gesetzgebung. Die Wertschätzung des französischen Rechts durch das rheinische Bürgertum lag nicht ausschließlich in fortschrittlichen Motiven, sondern beruhte mindestens ebenso auf eigennützigen Zwecken. Der Hauptsache nach waren die Rheinländer dem Entwurf von 1843 gegenüber ablehnend eingestellt, da dieser die Abänderung des materiellen und formellen Strafrechts beinhaltete und damit den Geschworenengerichten die Kompetenzen zu entziehen drohte. Vor allem bei Eigentumsdelikten wie dem Holzdiebstahl in den Rheinprovinzen hätte dies eine Änderung bedeutet. Der Forstfrevel wurde seit dem 7. Juni 1821 separat durch das Holzdiebstahlgesetz abgeurteilt. Diesen Sonderweg wollte man am Rhein nicht aufgeben.
Nachdem der Entwurf von 1843 Ablehnung gefunden hatte, kam es zu weiteren Entwürfen in den Jahren  1845, 1847, 1848, 1849 und 1850. Der letzte „Entwurf des Strafgesetzbuchs für die preußischen Staaten“ vom 10. Dezember 1850 lag der Ersten („Herrenhaus“) und Zweiten Kammer („Abgeordnetenhaus“) des preußischen Landtags vor. Bis zum 12. April 1851 dauerten die Beratungen. Zwei Tage darauf wurde das neue Strafgesetzbuch mit königlicher Unterschrift Friedrich Wilhelms dem IV. Gesetz und trat am 1. Juli 1851 in Kraft.

### Deutsches Kaiserreich
Die Dreiteilung der Straftaten des französischen Recht (nach code d’instruction criminelle) fand ihre Entsprechung, über die preußische Gesetzgebung, im Reichsstrafgesetzbuch von 1870/71 mit der Dreiteilung der Straftaten in Verbrechen, Vergehen und Übertretungen. Die sachliche Gerichtszuständigkeit fand 1877/79 mit dem Gerichtsverfassungsgesetz reichsweite Rezeption.
Im Deutschen Reich galt die deutsche Strafprozessordnung, welche diese Vergehen vor die Strafkammern der Landgerichte, leichtere Vergehen vor die Schöffengerichte (Verbrechen) verwies.

## Beendete Zuchtpolizeisachen in Preußen zwischen 1844 und 1849
| Jahr | „Zuchtpolizeisachen“ | Gesamt  |
| ---- | -------------------- | ------- |
| 1844 | 14.689               | 142.898 |
| 1845 | 14.380               | 156.452 |
| 1846 | 15.966               | 168.641 |
| 1847 | 20.898               | 197.528 |
| 1848 | 18.198               | 126.252 |
| 1849 | 17.458               | 145.196 |

1. ↑  Summe aus Polizeisachen (Kontraventionen), Zuchtpolizeisachen (Vergehen) und Kriminalsachen (Verbrechen)